# Herbert Janeczka
Herbert Janeczka (* 18. Juni 1904 in Wien; † 23. Dezember 1988 ebenda) war ein österreichischer Tontechniker, dreißig Jahre lang der führende Vertreter seines Berufsstandes im heimischen Unterhaltungsfilm.

## Leben
Der Wiener Kaufmannssohn hatte an der Technischen Hochschule in Wien studiert (Abschluss: Diplomingenieur) und anschließend, von 1928 bis 1934, als Assistent am Institut für technische und wissenschaftliche Kinematographie der Technischen Hochschule gearbeitet.
1934 wurde Janeczka von der Filmproduktionsfirma Sascha als Tonmeister eingestellt. In dieser Funktion war er, später auch für andere Firmen, bis Kriegsende 1945 an einer Reihe von populären Unterhaltungsproduktionen beteiligt. 1946 wurde Janeczka zum Verwalter der ehemaligen Reichsrundfunk GmbH im oberösterreichischen St. Florian bestellt – ein Posten, den er fast sechs Jahre lang innehatte. Danach kehrte er als Cheftonmeister zur aktiven Filmarbeit zurück.
Janeczka hat für alle wichtigen Filmschaffenden Österreichs gearbeitet. Er betreute neben einer Unzahl von simplen Lustspielen auch aufwändige beziehungsweise populäre Prestigeinszenierungen angesehener Regieveteranen wie Géza von Bolváry (Zauber der Bohème), Erich Engel (Hotel Sacher), Willi Forst (Wiener Mädeln), Karl Hartl (Weg in die Vergangenheit), Kurt Hoffmann (Drei Männer im Schnee), Josef von Baky (Dunja), Ernst Marischka (Sissi-Filme), Paul Martin (Hochzeitsnacht im Paradies) und Wolfgang Liebeneiner (Schwejks Flegeljahre).
Im Alter von 60 Jahren zog er sich vom Kinofilm zurück.

## Filmografie (Auswahl)
- 1934: Bretter, die die Welt bedeuten
- 1935: Ein Teufelskerl (Leutnant Bobby, der Teufelskerl)
- 1935: Tanzmusik
- 1935: Im Weißen Rössl
- 1935: Die ewige Maske
- 1935: Tagebuch der Geliebten
- 1935: Die Leuchter des Kaisers
- 1936: Konfetti (Confetti)
- 1936: Heut’ ist der schönste Tag in meinem Leben
- 1936: Schatten der Vergangenheit
- 1936: Hannerl und ihre Liebhaber
- 1936: Lumpacivagabundus
- 1936: Der Mann, von dem man spricht
- 1937: Die glücklichste Ehe der Welt
- 1937: Zauber der Bohème
- 1937: Immer, wenn ich glücklich bin
- 1938: Die unruhigen Mädchen (Finale)
- 1938: Der Hampelmann
- 1938: Spiegel des Lebens
- 1938: Hotel Sacher
- 1939: Marguerite: 3
- 1939: Ich bin Sebastian Ott
- 1940: Donauschiffer
- 1940: Wiener G’schichten
- 1940: Der liebe Augustin
- 1940: Sieben Jahre Pech
- 1940: Dreimal Hochzeit
- 1941: Brüderlein fein
- 1942: Die heimliche Gräfin
- 1942: Späte Liebe
- 1943: Die kluge Marianne
- 1943: Schrammeln
- 1943/47: Am Ende der Welt
- 1944/49: Wiener Mädeln
- 1951: Das unmögliche Mädchen (Fräulein Bimbi)
- 1952: Symphonie Wien (Dokumentarfilm)
- 1953: Kaiserwalzer
- 1953: Hab’ ich nur Deine Liebe
- 1953: Drei, von denen man spricht (Glück muß man haben)
- 1953: Pünktchen und Anton
- 1954: Der erste Kuß
- 1954: Und der Himmel lacht dazu (Bruder Martin)
- 1954: Der Förster vom Silberwald (Echo der Berge)
- 1954: Mädchenjahre einer Königin
- 1954: Weg in die Vergangenheit
- 1955: Spionage
- 1955: Drei Männer im Schnee
- 1955: Dunja
- 1955: Ihr erstes Rendezvous
- 1955: Sissi
- 1955: Symphonie in Gold
- 1955: Kronprinz Rudolfs letzte Liebe
- 1956: Lügen haben hübsche Beine
- 1956: Lumpazivagabundus
- 1956: Wenn Poldi ins Manöver zieht (Manöverball)
- 1956: Das Liebesleben des schönen Franz
- 1956: Liebe, Sommer und Musik
- 1956: Hengst Maestoso Austria
- 1956: Opernball
- 1956: Roter Mohn
- 1956: Sissi – Die junge Kaiserin
- 1957: Vier Mädels aus der Wachau
- 1957: Die unentschuldigte Stunde
- 1957: Mit Rosen fängt die Liebe an
- 1957: Die Heilige und ihr Narr
- 1957: Die Lindenwirtin vom Donaustrand
- 1957: Sissi – Schicksalsjahre einer Kaiserin
- 1958: Auch Männer sind keine Engel (Wiener Luft)
- 1958: Man ist nur zweimal jung
- 1958: Immer die Radfahrer
- 1958: Das Dreimäderlhaus
- 1958: Hoch klingt der Radetzkymarsch
- 1958: Der Priester und das Mädchen
- 1958: Skandal um Dodo
- 1958: Mikosch im Geheimdienst
- 1958: Die Halbzarte
- 1959: Traumrevue
- 1959: Wenn die Glocken hell erklingen
- 1959: Ich heirate Herrn Direktor
- 1960: Kriminaltango
- 1960: Das Erbe von Björndal
- 1960: Hohe Tannen (Köhlerliesel)
- 1960: Im weißen Rössl
- 1960: Mit Himbeergeist geht alles besser
- 1960: Heimweh nach dir, mein grünes Tal (Mein Vaterhaus steht in den Bergen)
- 1961: Die Abenteuer des Grafen Bobby
- 1961: Junge Leute brauchen Liebe
- 1961: Mariandl
- 1961: Saison in Salzburg
- 1961: Jedermann
- 1961: Die Fledermaus
- 1961: Ein Gruß aus Wien (Almost Angels)
- 1962: Das süße Leben des Grafen Bobby
- 1962: Waldrausch
- 1962: Romanze in Venedig
- 1962: Mariandls Heimkehr
- 1962: Hochzeitsnacht im Paradies
- 1962: Die lustige Witwe
- 1962: …und ewig knallen die Räuber
- 1963: Der Musterknabe
- 1963: Ist Geraldine ein Engel?
- 1963: Ein Alibi zerbricht
- 1963: Charleys Tante
- 1963: Im singenden Rößl am Königssee
- 1963: Schwejks Flegeljahre
- 1964: Hilfe, meine Braut klaut
- 1964: Das hab ich von Papa gelernt
- 1964: Happy-End am Wörthersee (Happy-End am Attersee)